# Andras (Band)
Andras ist eine deutsche Pagan-Metal-Band aus Schneeberg im Erzgebirge. Sie ist nach dem Dämon Andras benannt, von dem sie behauptet, im Necronomicon auf ihn gestoßen zu sein.

## Geschichte
Andras entstand, nachdem Lord Asmoday und Count Damien Nightsky (Seit 2002 nur noch „Nightsky“) die Band Demoniac verließen, die sich daraufhin in Moonblood umbenannte, und spielte zunächst Black Metal. Unter verschiedenen Besetzungen erschienen drei Demoaufnahmen. 1997 veröffentlichte das Label Last Epitaph das Debütalbum Die Rückkehr der dunklen Krieger, zwei Jahre später erschien auf dem inzwischen in Last Episode umbenannten Label Sword of Revenge.
Mit der Veröffentlichung von Quest of Deliverance ging 2000 ein Stilwechsel einher. Die Musik wurde epischer, war stärker beeinflusst vom klassischen Metal und klarer Gesang fand in die Kompositionen. Mit Of Old Wisdom (2005), auf dem aus der Urbesetzung nur noch der Gitarrist Nightsky geblieben war, wurde diese Entwicklung fortgeführt, der Klang näherte sich dem von Borknagar und Vintersorg an. Statt satanischer Texte handelten die Themen nun vom Erzgebirge, der Heimat der Bandmitglieder, mit der diese sich stark verbunden fühlt. Jeder Text des Albums behandelt eine Sage aus der Region; die Band äußerte, dass das Erzgebirge dafür bekannt sei, „seit langen Zeiten die Ängste, den Aberglauben sowie die Alltagsbegebenheiten der Menschen in Form von Sagen zu vermischen und so zu überliefern.“ Das Textkonzept erscheine der Band daher „natürlich, da wir nicht wüssten, warum wir von entfernen Orten oder fiktiven Geschichten erzählen sollten, wo wir genug erzählenswertes Material direkt vor der Haustür haben. Dass wir uns dabei eher auf die mystischen und dunkleren Sagen beziehen, ist bei der Art der Musik nahe liegend.“
Mit der Veröffentlichung von Iron Way (2008) erlangte die Band größere Bekanntheit innerhalb Deutschlands.
Im Jahre 2013 verkündete die Band, dass bis auf Gitarrist und Gründungsmitglied Count Damian Nightsky alle Mitglieder die Band im gegenseitigen Einvernehmen verlassen haben. Der Posten am Schlagzeug wurde mit Bileeam von Ancient Wargod besetzt. 2014 kehrte Occulta Mors (bereits von 2002 bis 2005 in der Band aktiv) wieder für etwas über ein Jahr als Bassist zurück. In dieser Zeit wurde Ende 2014 das 2005er Album …Of Old Wisdom inklusive des 2002er-Demos Legends mit neuem Cover als limitiertes Digipack wiederveröffentlicht.
Im Frühjahr 2017 bestand die Band aus den Mitgliedern Nightsky, Khenaz, Black Abyss und Ghwerig. Für den Herbst 2017 wurde von Einheit Produktionen ein neues Album angekündigt. Im Oktober 2017 wurde das Album Reminiszenzen... via Einheit Produktionen veröffentlicht. Anders als auf den Vorgängeralben sind die Texte auf dem Album überwiegend deutschsprachig. Textlich ist das Album in drei Teile aufgeteilt: einen mystischen, einen antichristlichen und einen mit Legenden aus dem Erzgebirge.
Zusammen mit den neuen Andras-Mitgliedern Henker und DorGust wurde zum 25-jährigen Bandbestehen 2019 das Album Reliquien... aufgenommen und über Sturmglanz Black Metal Manufaktur veröffentlicht. Es besteht aus sieben Re-Arrangements von älteren Liedern zwischen 1994 und 2000, welche neu strukturiert und neu aufgenommen wurden. Hinzu kommen ein Bathory-Cover von Man of Iron, das komplett neue Stück Thy last Redeemer sowie das Outro Aufbruch. Stilistisch besann man sich wieder auf den Black Metal der 1990er Jahre. Das Album wurde als Digipak-CD, limitierte Holzbox und als Vinyl herausgebracht. Am 6. Mai 2024 gab die Band auf ihrer Facebookseite in einem Post, der von einigen Fans fälschlicherweise als Ankündigung einer Auflösung der Band aufgefasst wurde, die Trennung von Gitarrist Henker, Sänger Khenaz und Schlagzeuger Dementum bekannt. Nur kurz darauf am 12. Mai 2024 gab die Band die Rückkehr von Sänger Ecthelion (welcher zukünftig unter dem Namen seiner eigenen Band "Coldun" auftreten wird.) bekannt. Außerdem feierte die Band im Juni ihr 30-jähriges Bandjubiläum und kündigte für 2025 ein Mini-Album namens "The Eternal March" an.
Die Band bezeichnet ihren Stil als Epic Pagan Metal. Die Texte sind größtenteils auf Englisch, auf älteren Veröffentlichungen fand man auch deutschsprachige Lieder. Das Album Reminiszenzen... ist überwiegend deutschsprachig.

## Kritik
In der Black-Metal-Szene der 1990er Jahre wurde die Gruppe auf Grund ihres „rumpelige[n]“ Klangs von vielen „belächelt“. Ihr Debütalbum wurde im Tales of the Macabre als Mischung aus Eminenz (mit entsprechend doom-lastigem Stil), Burzum-Frühwerken, „nordischem Standardscheiß“ und altem Metal (wie alten, langsamen Kreator-Riffs) und einem an Summoning erinnernden Gesang beschrieben; das Album sei mittelmäßig, die Präsentation der Band jedoch pathetisch und lächerlich. Ihr zweites Album Sword of Revenge wiederum wurde von Costa Stoios in der folgenden Ausgabe wegen seiner sterilen Produktion kritisiert und als unterdurchschnittliches Standard-Black-Metal-Album im nordischen Stil mit schwachem Gitarrenklang bezeichnet; solche Musik würde vermutlich von Leuten gekauft, die nicht wüssten, wie echter Black Metal klinge. Ihre Zugehörigkeit zum Label Last Epitaph beziehungsweise Last Episode sorgte für Kommerzvorwürfe, insbesondere, da das Label einige sehr ähnlich klingende Bands produzierte, die sich gerade zur Zeit des Black-Metal-Booms Anfang der 1990er gegründet hatten. Erst ab der Stiländerung wurde die Gruppe in der Subkultur ernst genommen und auch vermehrt positiv rezipiert. Einige Rezensenten spielten jedoch immer wieder auf ihre Frühwerke an.
Benjamin Rehmer von Endstation Rechts wirft der Band Offenheit zum Rechtsextremismus sowie mangelnde Distanzierung vor. Occulta Mors, der bis 2005 Mitglied bei Andras war, war in der NSBM-Band Totenburg bzw. in der umstrittenen Band Nachtfalke aktiv; Occulta Mors tätigte im Zusammenhang mit Nachtfalke rechtsextreme Aussagen und wurde aus der Band Lyssa entlassen, weil er bei ihren Auftritten den Arm zum Hitlergruß hob und die Musiker „keine Nazis in ihrer Band“ wollten. Der frühere Schlagzeuger Shardik war ebenfalls bei Nachtfalke aktiv. Bandseitens wird angegeben, der Kontakt zu Occulta Mors wäre vollstens privat und bandseitens beendet. Die Musiker von Andras betonen, stolz auf die eigene Heimat zu sein, die Musik aber mit keinerlei politischen Aussagen zu verbinden. Ungeachtet dessen verwendeten sie im Intro ihres Albums …Of Old Wisdom das Gedicht Ewiger Wald – Ewiges Volk aus dem nationalsozialistischen Blut-und-Boden-Film Ewiger Wald von 1936.

## Diskografie
- 1995: Das Schwert unserer Ahnen (Demo, MC, Eigenvertrieb; Wiederveröffentlichung 1999: CD, Last Episode)
- 1995: The True Darkness (Demo, MC, Eigenvertrieb)
- 1996: Live in Annaberg (Demo, MC, Eigenvertrieb)
- 1997: Die Rückkehr der dunklen Krieger (Album, CD/LP, Last Epitaph)
- 1999: Sword of Revenge (Album, CD, Last Episode; MC, Nephilim Records)
- 2000: Demo (Demo, MC, Eigenvertrieb)
- 2000: Quest of Deliverance (Album, CD/MC, Last Episode)
- 2002: Legends… (EP, MC, Eigenvertrieb, Wiederveröffentlichung 2014: CD, Einheit Produktionen)
- 2005: …Of Old Wisdom (Album, CD, Perverted Taste, Wiederveröffentlichung 2014: CD, Einheit Produktionen)
- 2008: Iron Way (Album, CD, Einheit Produktionen; MC, Wulfrune Worxxx)
- 2010: Warlord (Album, CD/CD+DVD-V, Einheit Produktionen; MC, Wulfrune Worxxx)
- 2017: Reminiszenzen... (Album, CD, Einheit Produktionen; MC, Worship Tapes)
- 2019: Reliquien... (Album, CD, Sturmglanz Black Metal Manufaktur)
- 2025: The Eternal March (EP, CD, Black Blood Records)

Beiträge auf Kompilationen (Auswahl):
- 1997: Die Vorboten auf The Final Days Of Frost (CD, Last Episode)
- 1998: Diabolical Christening auf From Within The Purgatory (2xCD, Extremity Records)
- 2000: Quest Of Deliverance auf The Return Of The Last Warriors 3 (CD, Last Episode)
- 2008: Pagan Path auf Pagan Battle Tunes Vol. 2 (CD, Trollhorn)
- 2019: Miasma Track auf Haamitland Arzgebirg – Retroperspektive (CD, Heimatland Records)